# Tillamook megye
Tillamook megye az Amerikai Egyesült Államokban, azon belül Oregon államban található. Megyeszékhelye: Tillamook, legnagyobb városa: Tillamook. Lakosainak száma 27 390 fő (2020. április 1.).

## Szomszédos megyék
- Clatsop megye (észak)
- Washington megye (kelet)
- Yamhill megye (kelet)
- Polk megye (délkelet)
- Lincoln megye (dél)
- Columbia megye

## Népesség
A megye népességének változása:
| Lakosok száma | 25 255 | 25 422 | 25 326 | 25 317 | 25 653 | 27 390 |
|               | 2010   | 2011   | 2012   | 2013   | 2015   | 2020   |